# Tumor mediastinal
Tumor mediastinal se refere a qualquer neoplasia (benigna ou câncer) que aparece no mediastino, a área entre os pulmões. Mediastino é a área da caixa torácica entre os pulmões que contém o coração, o esófago, traqueia, timo e a aorta torácica. Também possui diversos nervos, vias linfáticas e vasos sanguíneos.

## Tipos
Os principais tipos de tumores do mediastino são:
- Timoma: um tumor maligno raro do timo, uma glândula do sistema linfático que está localizado na frente do coração e atrás do esterno. Representam cerca de 20% dos tumores do mediastino anterior. Mais comuns em adultos. Os pacientes são geralmente assintomáticas, mas podem apresentar dor no centro do peito, dificuldade para respirar ou tosse. Geralmente benignos e encapsulados, porém 30% rompem a cápsula e invadem outros tecidos. Frequentemente associados à miastenia gravis ou outra doença autoimune.
- Tumor germinativo: Tumores de células embriologicamente imaturos podem formar em qualquer lugar em seu corpo, mas raramente fora dos órgãos sexuais. Podem ser benignos ou malignos. Apesar de raros, representam cerca de 60% dos tumores do mediastino anterior.
- Linfoma: Câncer dos linfócitos (células de defesa), podem ser Linfoma de Hodgkin ou não. Normalmente não são  em adultos e estão localizados na região posterior (atrás do coração).
- Tumores neurogênicos mediastinais (gliomas): Formados a partir de células nervosas pode ser um neuroblastoma, um schwanoma, um neurofibroma, um ganglioneuroma ou um paraganglioma.[4] Geralmente não são malignos em adultos e estão localizados na parte posterior do mediastino.
- Linfadenopatia mediastinal: Gânglios linfáticos agrandados, devem ser investigados pois podem ser metástase de um câncer proveniente da mama, pulmão, tireoide ou rim.
- Cisto pericárdico: Um tumor benigno nas camadas que envolvem o coração.
- Massa tireóidea mediastinal: Formado a partir de tecido da tireoide, geralmente é um tumor benigno. Pode ser uma complicação de um hipotireoidismo e tratado como um bócio intratorácico.
- Traqueobroncopatia osteocondroplástica: Múltiplos nódulos osteo-cartilaginosos na submucosa da tráquea e brônquios. Geralmente benignos, raramente invadem outros tecidos.[5]

## Sinais e sintomas
Quase sempre é um achado acidental em exames de imagem como raio X, ressonância magnética ou tomografia computadorizada do tórax. Cerca de 40% não causam sintomas, porém ao crescer podem comprimir os pulmões e o coração e causar por exemplo:
- Dificuldade para respirar ou para engolir
- Dor no peito
- Tosse seca com ou sem sangue
- Febre, suor noturno e calafrio
- Perda de peso e cansaço
- Ruídos ao respirar

## Tratamento
Primeiro pode ser feita uma biópsia minimamente invasiva e depois, caso necessário, pode ser feita outra cirurgia mais invasiva para remover o resto do tumor. Caso o tumor seja maligno pode ser necessário fazer radioterapia e quimioterapia. O prognóstico depende do estágio do tumor e da saúde do paciente.